# T103/104次列车
T103/104次列车是中国铁路曾在2001年至2011年运行于首都北京至中央直辖市上海之间的特快旅客列车，由上海铁路局上海客运段京沪特快车队负责客运任务，是京沪间第三对特快列车。2001年10月21日中国铁路实施第四次大提速，因T13/14次列车更换列车车体，为缓解北京至上海间运能比较紧张的情况，其原有车体用于新增开行T103/104次列车。列车使用25K型客车，运行纵贯京沪铁路，全程1463公里，途经北京、天津、河北、山东、江苏、上海三省三市。其中北京站至上海站下行使用车次为T103次；上海站至北京站上行使用车次为T104次。因其夕发朝至的特点，该车车票非常紧俏，是京沪间票最难买的一趟车之一。十年间列车曾先后获得铁道部的“红旗列车”、“路局示范列车”、“上海市青年文明号列车”等荣誉。2011年7月1日，京沪高铁正式开通运营，T103/104次列车作为铁道部取消的6对普通列车车次之一而正式停运，北京至上海间的特快列车仅剩T109/110次列车获得保留。